# 岩手県道114号二戸停車場線
岩手県道114号二戸停車場線（いわてけんどう114ごう にのへていしゃじょうせん）は、岩手県二戸市を通る一般県道である。

## 概要
二戸駅の東口と二戸市中心部をつなぐ道路だが、二戸市中心部の福岡地区より南西の外れに位置しており、また馬淵川の河岸段丘のため全区間が坂道で占められている。
かつては二戸安代線（現：岩手県道6号二戸五日市線）の一部だったが、現在県道6号は国道4号に直接合流する形になっているため区間の一部が県道114号として認定され、残りの枋ノ木地区 - 大渕地区までの区間は市道になった。

### 路線データ
- 実延長 : 310.4 m[1]
- 起点：二戸停車場[1]（二戸駅）
- 終点：二戸市石切所[1]（岩手県道274号二戸一戸線交点）

## 歴史
- 大正時代 - 福岡停車場線として県道に認定される。[要出典]
- 1959年（昭和34年）3月31日 - 現行道路法に基づき、北福岡停車場線として改めて県道に認定される[2]。
- 年代不詳[いつ?] - 北福岡駅が二戸駅に改称されたのに伴い、路線名が二戸停車場線に変更される。[要出典]

## 地理

### 交差する道路
- 岩手県道274号二戸一戸線（二戸市石切所字川原、終点）

### 沿線の施設など

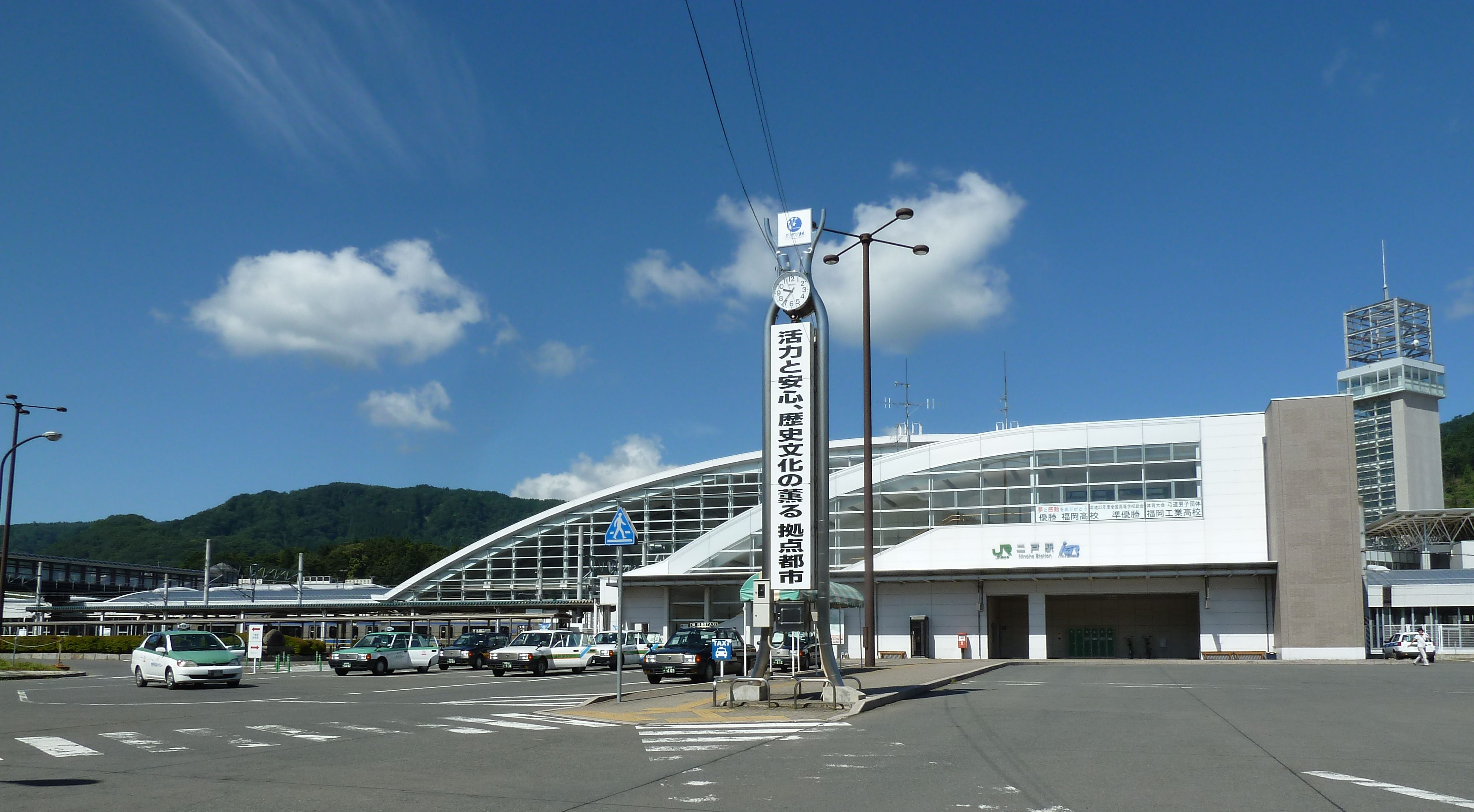
二戸駅

- JR東日本東北新幹線・IGRいわて銀河鉄道 二戸駅
- 二戸駅前郵便局